# Саша Хіршзон
Саша Хіршзон (нар. 14 липня 1972) — колишній хорватський тенісист.
Найвищу одиночну позицію світового рейтингу — 214 місце досяг 20 грудня 1993, парну — 85 місце — 28 липня 1997 року.
Здобув 2 парні титули.
Найвищим досягненням на турнірах Великого шолома було 3 коло в парному розряді.

## Фінали турнірів ATP за кар'єру

### Парний розряд: 2 (2–0)
| Результат | Ранг | Рік  | Турнір           | Покриття | Партнер          | Суперник                    | Рахунок  |
| --------- | ---- | ---- | ---------------- | -------- | ---------------- | --------------------------- | -------- |
| Перемога  | 1.   | 1995 | Бордо, Франція   | Тверде   | Горан Іванишевич | Генрік Гольм Денні Сепсфорд | 6–3, 6–4 |
| Перемога  | 2.   | 1997 | Загреб, Хорватія | Килим    | Горан Іванишевич | Брент Гейгарт Марк Кейл     | 6–4, 6–3 |

## Титули на челленджерах

### Парний розряд: (2)
| Ранг | Рік  | Турнір                | Покриття | Партнер          | Суперник                     | Рахунок  |
| ---- | ---- | --------------------- | -------- | ---------------- | ---------------------------- | -------- |
| 1.   | 1993 | Монтобан, Франція     | Ґрунт    | Крістіан Рууд    | Массімо Сієрро Уго Коломбіні | 6–1, 6–2 |
| 2.   | 1995 | Гайльбронн, Німеччина | Килим    | Горан Іванишевич | Мартін Сіннер Йост Віннінк   | 6–4, 6–4 |